# Michał Benedykt Eustachy Aleksandrowicz
Michał Benedykt Eustachy (Benedykt Eustachy Michał) Alexandrowicz herbu własnego (zm. 23 października 1765 roku) – sędzia ziemski grodzieński w latach 1746–1765, stolnik grodzieński w latach 1720–1746, podstoli grodzieński w latach 1715–1720, wojski grodzieński w latach 1714–1715, rotmistrz i sędzia kapturowy powiatu grodzieńskiego w 1733 roku.
Jako deputat i poseł powiatu grodzieńskiego na sejm elekcyjny podpisał pacta conventa Stanisława Leszczyńskiego w 1733 roku.